# Khách sạn Crillon

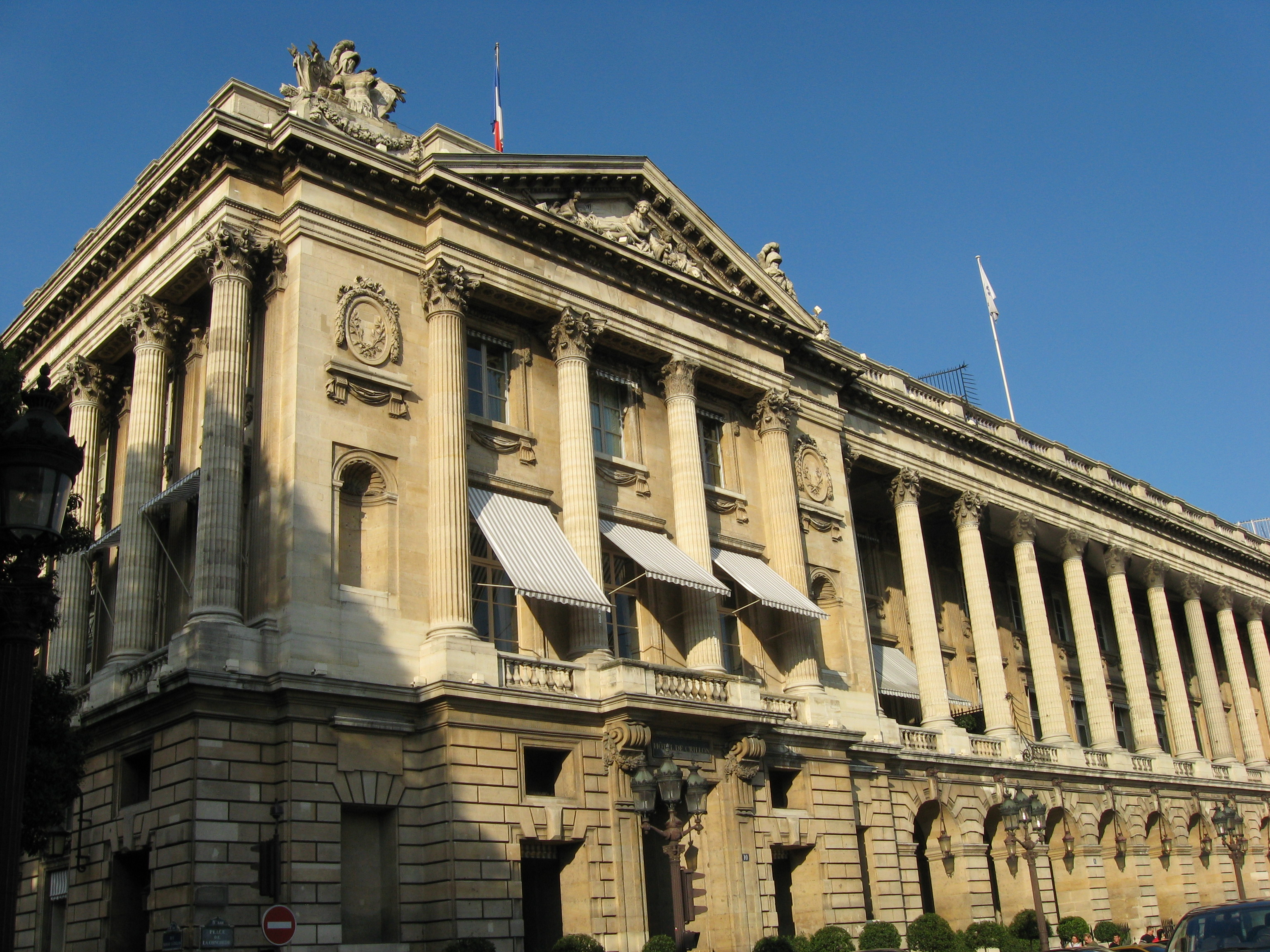
Mặt trước khách sạn, phía quảng trường Concorde

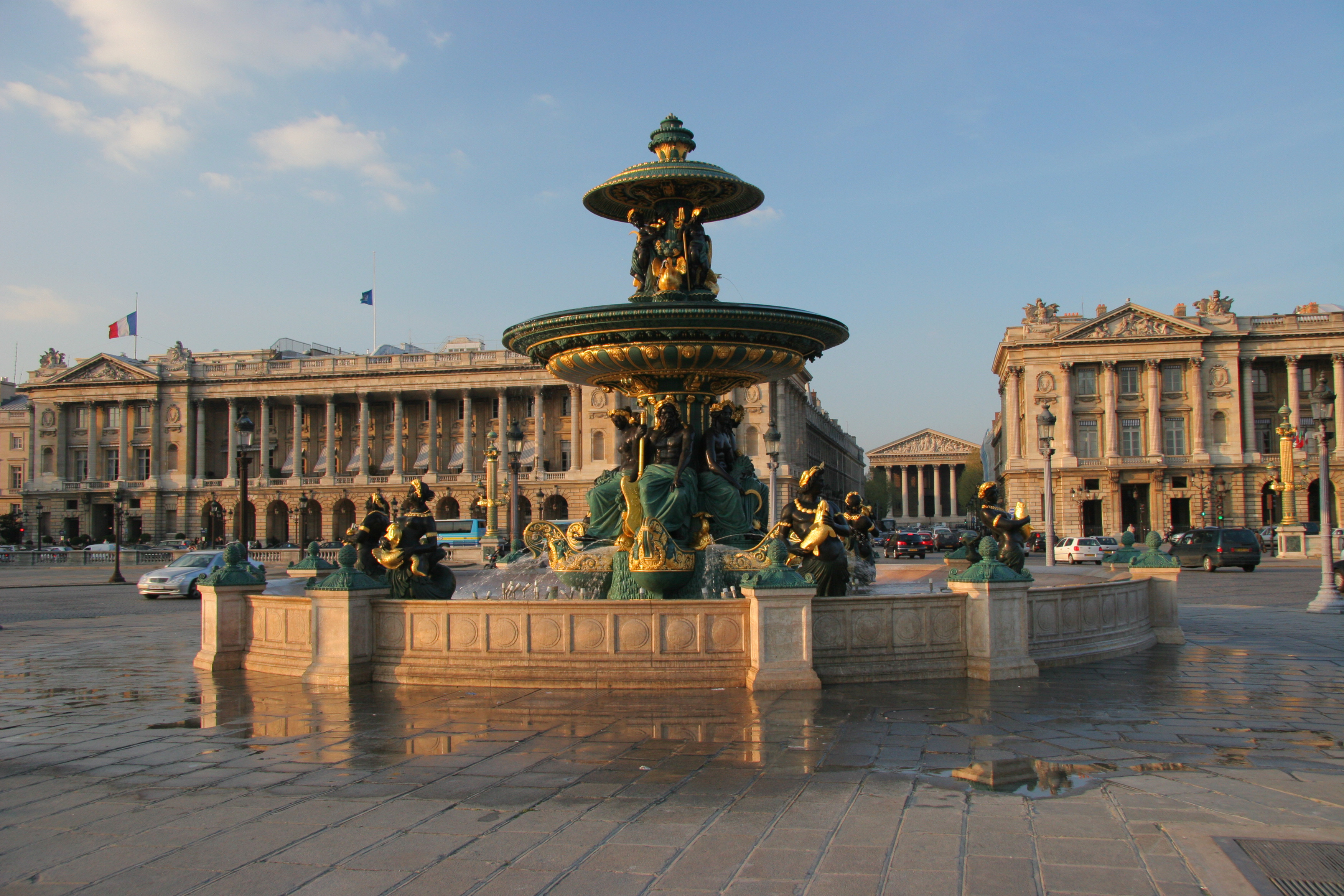
Quang cảnh quảng trường với khách sạn Crillon là tòa nhà bên trái

Crillon là một khách sạn cổ và đặc biệt sang trọng ở Paris. Nằm ở số 10 quảng trường Concorde, không xa đại lộ Champs-Élysées, Crillon được xem như khách sạn thuộc hàng sang trọng bậc nhất thế giới, từng đón tiếp rất nhiều khách trọ nổi tiếng.

## Lịch sử
Khách sạn Crillon gồm 147 phòng thường và 44 phòng đặc biệt sang trọng thuộc một trong hai tòa nhà xây bằng đá giống hệt nhau cùng nằm trên quảng trường Concorde và đối xứng qua phố Royale. Đây là một công trình của kiến trúc sư Louis-François Trouard thiết kế theo yêu cầu của vua Louis XV. Hai tòa nhà này ban đầu có ý định được dùng làm trụ sở, và hiện nay tòa nhà phía đông vẫn dành cho bộ tham bưu Hải quân. Còn tòa nhà phía tây được sửa lại thành một khách sạn sang trọng từng dành cho hoàng hậu Maria Antonia của Áo và tầng lớp quý tộc. Maria Antonia của Áo từng học đàn dương cầm ở đây và ngày 16 tháng 10 năm 1793, Maria Antonia của Áo bị xử chém chính tại quảng trường trước mặt khách sạn.
Vào năm 1788, François Félix de Crillon mua lại khách sạn này rồi nó bị chính quyền Cách mạng tịch thu trong thời kỳ Cách mạng Pháp. Đến năm 1907, khách sạn được trả lại cho gia đình bá tước Crillon rồi được kiến trúc sư Gabriel-Hippolyte Destailleur sửa chữa lại. Sau đó, khách sạn Crillon thuộc hệ thống Concorde Hotels, một phần của Société du Louvre do gia đình Taittinger điều hành. Từ 2005, gia đình Taittinger nhượng lại quyền quản lý cho hệ thống Starwood Capital của Mỹ.

## Khách sạn sang trọng
Trong các phòng đặc biệt sang trọng của khách sạn có phòng Bernstein và Louis XV nhìn xuống quảng trường Concorde ở tầng 5. Các phòng tổng thống ở tầng 3 cũng nhìn xuống quảng trường. Giá phòng cho một đêm lên tới khoảng 10000 euro.
Nhà hàng Les Ambassadeurs của Crillon do đầu bếp Jean-François Piège điều hành. Ngoài ra còn các nhà hàng Obélisque, Jardin d'Hiver và quán bar César.
Các tổng thống Mỹ Theodore Roosevelt, Herbert Hoover và Richard Nixon đã từng nghỉ tại khách sạn Crillon. Gia đình Kennedy, vua George V của Anh, Hassan II của Morocco cũng từng là khách của Crillon. Ngoài ra có thể kể tới các ngôi sao, nhân vật nổi tiếng khác như Jacqueline Onassis, Barbara Hutton, Charlie Chaplin, Otto Hahn, Porfirio Rubirosa, Orson Welles, Elizabeth Taylor, Tyrone Power, Rosé(BlackPink), Jisoo(BlackPink) . Trong thời gian gần đây có Axl Rose, Arnold Schwarzenegger,Mariah Carey, và Madonna từng nghỉ lại ở Crillon.